# Clarendon (Texas)
Clarendon es una ciudad ubicada en el condado de Donley en el estado estadounidense de Texas. En el Censo de 2010 tenía una población de 2.026 habitantes y una densidad poblacional de 260,14 personas por km².

## Geografía
Clarendon se encuentra ubicada en las coordenadas 34°56′13″N 100°53′32″O / 34.93694, -100.89222. Según la Oficina del Censo de los Estados Unidos, Clarendon tiene una superficie total de 7.79 km², de la cual 7.52 km² corresponden a tierra firme y (3.49%) 0.27 km² es agua.

## Demografía
Según el censo de 2010, había 2.026 personas residiendo en Clarendon. La densidad de población era de 260,14 hab./km². De los 2.026 habitantes, Clarendon estaba compuesto por el 86.72% blancos, el 7.9% eran afroamericanos, el 0.44% eran amerindios, el 0.44% eran asiáticos, el 0.1% eran isleños del Pacífico, el 2.42% eran de otras razas y el 1.97% pertenecían a dos o más razas. Del total de la población el 9.23% eran hispanos o latinos de cualquier raza.